# یواس‌اس سیسیل (سی‌وی‌ئی-۱۱۸)
یواس‌اس سیسیل (سی‌وی‌ئی-۱۱۸) (به انگلیسی: USS Sicily (CVE-118)) یک کشتی بود که طول آن ۵۵۷ فوت (۱۷۰ متر) بود. این کشتی در سال ۱۹۴۵ ساخته شد.